# Burg Anchenstein
Die Burg Anchenstein (slowenisch: Grad Borl, ungarisch: Bornyl vár), im Erhaltungszustand eines renovierten Schlosses, befindet sich in der Gemeinde Cirkulane in Slowenien. Sie wird heute auch als Schloss Ankenstein bei Pettau bezeichnet.

## Etymologie
Der Begriff Anke oder Anken im Namen „Anchenstein“ bzw. „Ankenstein“ ist ein veraltetes Synonym für Butter und als dieses in der Benennung von Bergen und Hügeln weit verbreitet.
Andererseits könnte „Anchenstein“ bzw. „Ankenstein“ für „Anker“ stehen, was wiederum mit der Überquerung des Flusses zu tun haben könnte. Der Legende nach soll es zwischen dem Schloss Anchenstein und dem Schloss Meretinzen (slowenisch: Grad Muretinci) eine Tunnelverbindung geben, die unter dem Fluss Drau verläuft, sie wurde aber bis heute nicht gefunden. Das Schloss bietet noch viele andere Legenden, eine hat mit Parzival und der Suche nach dem Heiligen Gral zu tun.
Die ungarische Bezeichnung Bornyl bedeutet so viel wie „Flussüberquerung“.

## Lage
Das Schloss steht nördlich von Cirkulane und östlich von Pettau auf einem Felsen über dem Drautal.

## Geschichte
Das Schloss Anchenstein, das auf einem 60 Meter hohen Felsen über dem Fluss Drau steht, ist das größte und markanteste feudale Gebäude in der slowenischen Region Haloze. Die Burg Anchenstein und die Gemeinde Cirkulane tragen das Wappen der Familie Herberstein.
Erbaut wurde es Anfang des zweiten Jahrtausends an der steirisch-ungarischen Grenze neben einer bedeutenden Flussüberquerung. In schriftlichen Quellen wird das Schloss erstmals 1255 erwähnt, als der ungarische König Béla IV. Friedrich von Pettau einen Lehensbrief für das Schloss Anchenstein und noch zwei andere Schlösser ausstellte. 1337 wurde es im Frieden von Pressburg gegen die Burg Schwarzenbach in der Marktgemeinde Schwarzenbach in Niederösterreich ausgetauscht. Anchenstein kam von Österreich an Ungarn und Schwarzenbach von Ungarn an Österreich.
Hans P. Schad'n schreibt 1938, dass die Burg Anchenstein laut einer alten Schwarzenbacher Sage am Gipfel des Schwarzenbacher Burgberges gestanden sei.
Das Schloss wechselte ständig seine Eigentümer, unter ihnen waren auch die Herren von Pettau, der ungarische König Matthias Corvinus (der es bei der Eroberung schwer verwüstete), die Grafen von Herberstein, die Thurns, Sauer und andere. Das Schloss wurde 1639 von Johann Hans Karl, Freiherr von Sauer, gekauft und 1668 zum Grafen ernannt. Die Familie besaß es bis 1801, als es an Prinz Stanislav Poniatowski verkauft wurde.
Anchenstein ist der Bau mit der dicksten Burgwand in diesem Teil von Europa. Der Turm, der die Basis der Burg bildet, hat eine Steinwand von zwölf Metern Dicke. Besonders interessant ist der innere Arkadenhof, in dem sich eine barocke, in Fels gehauene Zisterne befindet. Die Schlosskapelle der Hl. Dreifaltigkeit (heute renoviert) und der Rittersaal wurden im 17. Jahrhundert angebaut. Vom 13. Jahrhundert bis 1850 hatte das Landgericht seinen Sitz in diesem Schloss. Während des Zweiten Weltkrieges verschwand ein großer Teil der Einrichtung aus dem Schloss; im Schloss war ein deutsches Lager untergebracht. Nach dem Krieg war Anchenstein ein Urlaubsort, dieser wurde aber, nachdem die alte Holzbrücke über die Drau eingestürzt war, aufgegeben. Heute ist es im Besitz der Republik Slowenien. Auf dem Schloss finden Hochzeiten, verschiedene Veranstaltungen und Weinverkostungen statt.